# Chicago Board of Trade III
Chicago Board of Trade III é uma foto colorida feita pelo artista alemão Andreas Gursky em 1999–2009. É a terceira versão da imagem original, anteriormente intitulada Chicago Board of Trade (1997) e Chicago Board of Trade II (1999). A artista utilizou o mesmo processo anterior de manipulação das imagens por computador antes de chegar ao resultado final.
A imagem tem o formato grande de 201 por 285 cm, como é habitual nas fotos do autor. Esta versão final mostra o espaço da mesa de negociação de forma mais clara do que a imagem anterior da série, retratando a turbulência das corretoras em um dia normal de trabalho.
Esta versão da imagem foi vendida por U$$ 3 298 755 na Sotheby's, Londres, em 26 de junho de 2013. Isso representou um aumento de 169% sobre o preço estimado de U$$ 1 200 000.